# Michael Janyk
Michael Janyk född 22 mars 1982 i Vancouver är en kanadensisk alpin skidåkare.
Janyks bästa placering i världscupen är en 2:a plats i slalom från 3 december 2006 i Beaver Creek Resort. Vid VM 2009 vann han brons i slalom
Janyk är bror till Britt Janyk som också tävlar i alpint.